# 邵敏 (成化進士)
邵敏（1432年—？），字汝學，湖廣長沙府湘陰縣人，軍籍。明朝政治人物。進士出身。

## 生平
湖廣鄉試第七十一名。事母至孝，得朝廷旌表。成化八年（1472年）壬辰科會試第一百十二名，殿試登進士第二甲第七十三名。官戶部主事，累升山東參政。

## 家族
曾祖父邵鈞祿。祖父邵志善。父邵宗智。